# 瓦尔门罗特
瓦尔门罗特是德国莱茵兰-普法尔茨州的一个市镇。总面积3.84平方公里，总人口1247人，其中男性616人，女性631人（2011年12月31日），人口密度325人/平方公里。